# Grande Tribulação
A expressão Grande Tribulação (do grego θλιψις μεγαλη) é um termo bíblico que descreve o período que antecederia a volta de Jesus Cristo e por consequência julgamento final de Deus. Segundo a tradição cristã, ocorrerá na metade final de um período de sete anos (a 70ª semana descrita pelo profeta Daniel (Dn 9:20-27)) e será o período mais aflitivo de toda a história da humanidade.

## Narrativa bíblica
No Novo Testamento a sua primeira ocorrência deriva-se da resposta de Jesus aos seus discípulos quanto ao "sinal de sua vinda e da consumação do século", descrevendo um período de grande tribulação (ou aflição) "como desde o princípio do mundo até agora, não tem havido e nem haverá jamais" (Mateus 24:3–21 - Tradução da João Ferreira de Almeida Revista e Atualizada 2a Edição Ano 1993).
Há essencialmente três pontos de vista principais baseados no conceito da Grande Tribulação:
- o ponto de vista dispensacionalista ou futurista que interpreta essa "tribulação" como parte de profecias bíblicas a ocorrer no futuro que culminarão no fim dos tempos ou Armagedom;
- o ponto de vista preterista ou passado, que aponta exclusivamente a "tribulação" ocorrida em 70 d.C., na destruição de Jerusalém pelo Império Romano;
- o ponto de vista historicista, similar ao preterista, mas associa os eventos passados e acredita em um cumprimento futuro baseado nessas evidências.

## Principais textos
- "… porque nesse tempo haverá grande tribulação, como desde o princípio do mundo até agora não tem havido e nem haverá jamais." (Mateus 24:21)
- "… Porque aqueles dias serão de tamanha tribulação como nunca houve desde o princípio do mundo, que Deus criou, até agora e nunca jamais haverá." (Marcos 13:19)
- "Não tivessem aqueles dias sido abreviados, ninguém seria salvo; mas, por causa dos escolhidos, tais dias serão abreviados." (Mateus 24:22)
- "Aquele, porém, que perseverar até o fim, esse será salvo." (Mateus 24:13)
- "Respondi-lhe: meu Senhor, tu o sabes. Ele, então, me disse: São estes os que vêm da grande tribulação, lavaram suas vestiduras e as alvejaram no sangue do Cordeiro'." (Apocalipse 7:14)